# Seiunchin
Chế Dẫn Chiến (Seiunchin theo phiên âm Romaji của Tiếng Nhật, Hán Tự: 制引戦; katakana: セイユンチン) được dạy bởi tổ sư của Cương Nhu Lưu tên là Cung Thành Trường Thuận. Seiunchin nghĩa là trận chiến chế dẫn, với mục đích "Im lặng để bước xa"